# Kerk van de Goddelijke Zaligmaker (Hakendover)

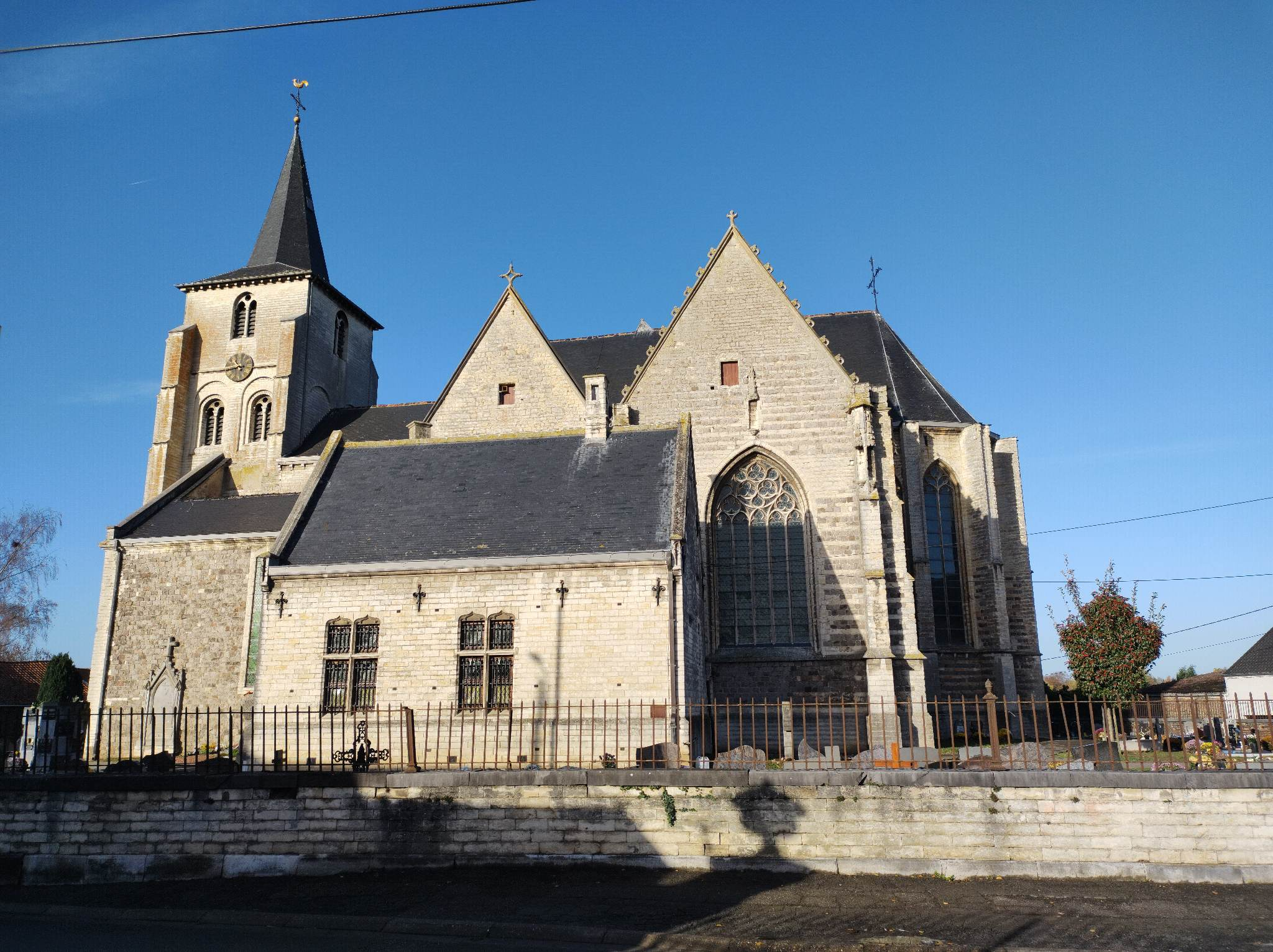
Zuidaanzicht Kerk van de Goddelijke Zaligmaker

De Kerk van de Goddelijke Zaligmaker of de Sint-Salvatorkerk is een parochiekerk in Hakendover, een deelgemeente van Tienen. De kerk, en specifiek zijn legende, is bekend door de twee jaarlijkse evenementen: de Dertienmaal en de Paardenprocessie. De kerk is tot op heden een bedevaartsplaats en sinds 1937 een beschermd monument. Sinds 1996 zijn het omliggende kerkhof en de kerkhofmuur met trappen mee beschermd. 

## Ligging en omgeving
De kerk bevindt zich in het centrum van het landelijke dorp Hakendover op de kruising van de Hakendoverstraat, de Processieweg en het Schoolpad.

## Bouwgeschiedenis
De oudste gedeelten van de kerk zijn de toren en de middenbeuk die in de 12e eeuw zijn gebouwd.

### Toren

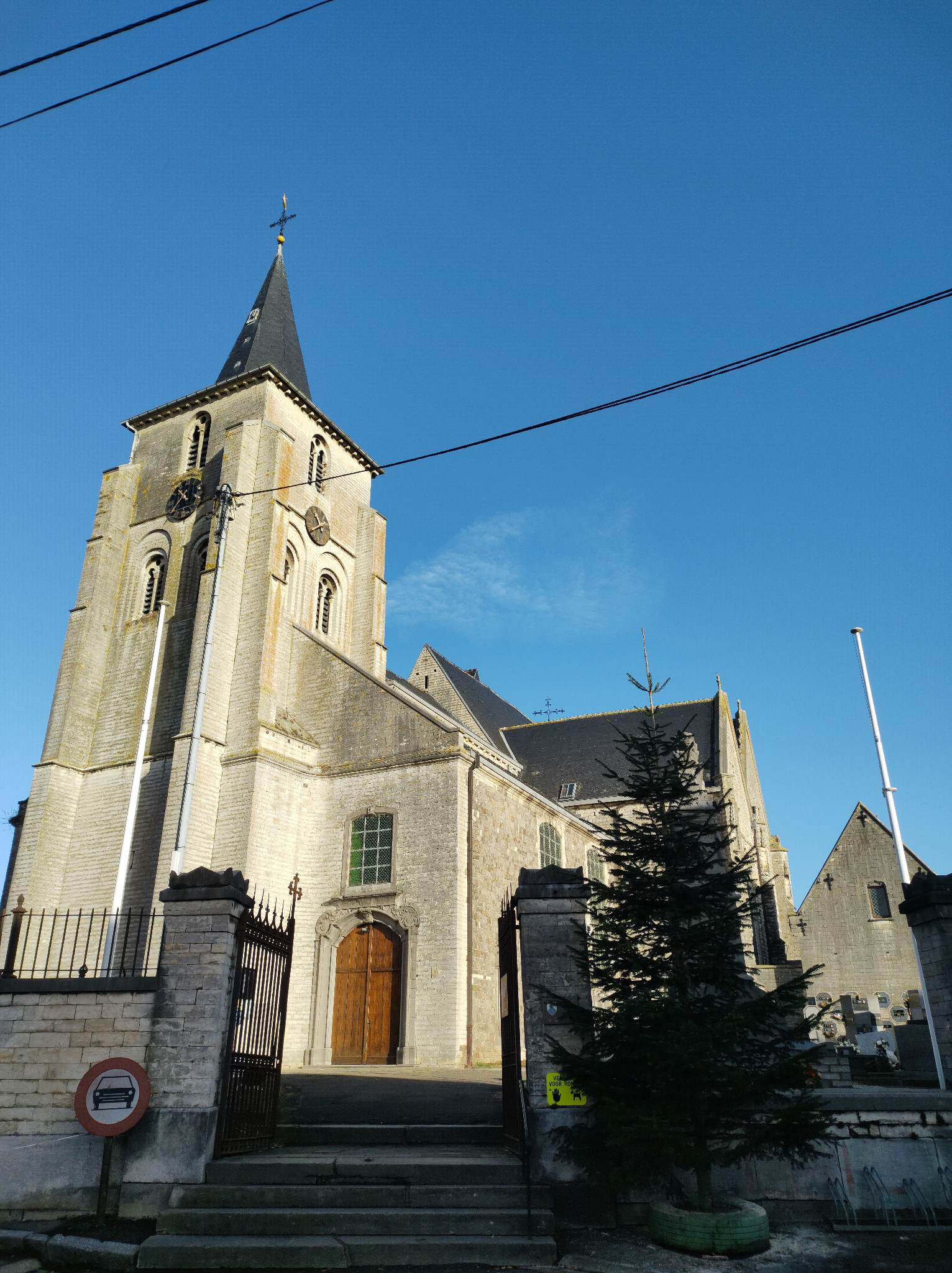

De toren (zuidwest gericht) is in de romaanse stijl gebouwd in de 12de eeuw. In de 13e eeuw kwam er een hogere klokkenverdieping met sierbogen en zuilen versierd, en met tweelingbogen en oculus erbovenop. Later kwam er een tweede klokkentorenverdieping bij, maar dit maakte dat er veel overbelasting kwam op de onderbouw van de kerk. Dit resulteerde in barsten en zelfs instortingen.  Oorspronkelijk was de toren in kwartsietsteen opgebouwd. Ná een brand in 1859 herstelde men in 1860 de westgevel en beklede men deze in een Gobertangesteen, waardoor de voorgevel en de westgevel er hetzelfde kwamen uit te zien. 

### Middenbeuk
Achter de toren bouwde men een driebeukige kerk op in een gelijkaardige romaanse stijl. De kruisbeuk (of transept) kwam er nà de bouw van de driebeukige kerk, in de 13e eeuw. Wie naar de kerk kijkt, ziet enkel de bovenmuur van de middenbeuk tussen het de dak van de middenbeuk en dat van de zijbeuk.

### Koor en kapellen
In de 14e en 16e eeuw werd er gewerkt aan het Oostelijk deel. Hier vergrootte de kerk in de hooggotische stijl. Men trok een koor op met slanke vensters, die langs buiten door steunberen werden ondersteund en waarop men pinakels plaatste. 
Rond de 15e eeuw werd een zijkapel loodrecht op het koor gebouwd. De steunberen van deze kapel versierde men dubbele nissen en met pinakels. Men treft in deze zijkapel vergelijkingen aan met de zuidertransept van de Onze-Lieve-Vrouw-ten-Poel kerk in Tienen, van architect Sulpitius van Vorst.

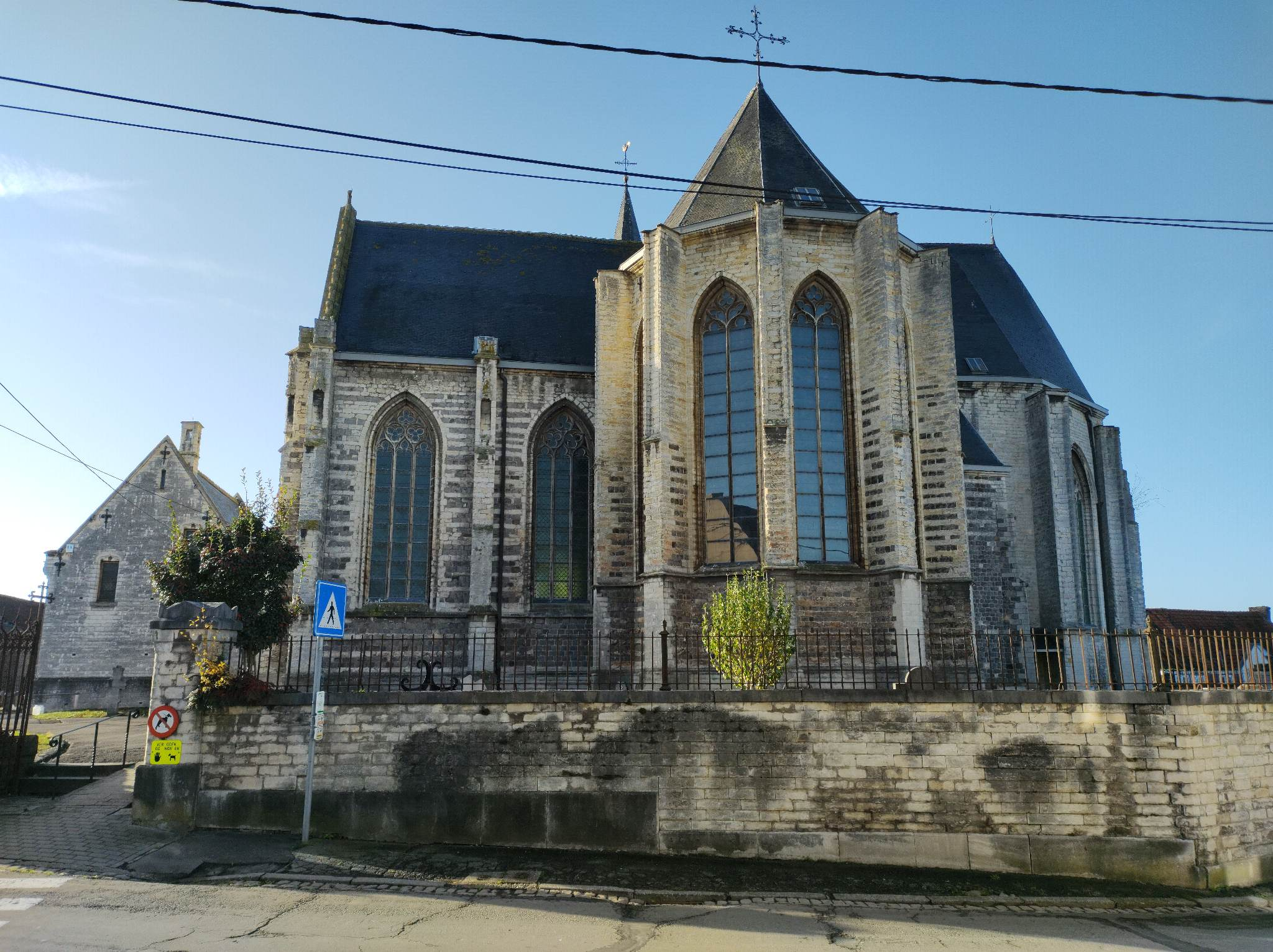
Aanzicht kerk vanuit het oosten, met het koor (centrum), de zuidkapel (links) en noordkapel (rechts)

In de 16e eeuw bouwde men aan de andere kant een kapel ter verlenging van de kruisbeuk. Hier ziet men aan het dak brandsporen, vermoedelijk veroorzaakt in 1604. Het was gebruikelijk vanaf de 17e eeuw om de gebinten te timmeren met klassieke dakspanten, nokbalk en kepers zonder dwarsstukken. Bij de kerk van de Goddelijke Zaligmaker deed men dit bij het koor en het noordtransept, alsook op de grote zuidkapel. De gebinten van de middenbeuk werden later gebouwd.

### Verbouwingen rond 1765
In het jaar 1765 heeft men de romaanse zijbeuken en zijportaal vervangen door hogere zijbeuken, die nog te zien is. Hier bouwde men de twee westpoorten, waarvan één noordelijke én één zuidelijk. Het noordelijk portaal dient als een 'schijnportaal', maar men deed dit om de kerk van meer symmetrie te voorzien. De grote zuiderkapel verbouwde men, waardoor er twee verdiepingen kwamen. In het koor waren er drie vensters open, en de muurarcaturen in gotische stijl werden verborgen door houten lambriseringen. Het stenen tabernakel werd afgebroken en het retabel verplaatste men naar de noordkapel bij een groot barokaltaar.

### Restauraties van 1860 en later
Na de brand uit 1859 voerde men restauratiewerken uit. Al de gotische vensters werden heropend en voorzien van een stenen maaswerk. In 1912 verbeterde men de zuidkapel door er een sacristie in te bouwen.

## Ontstaanslegende
De bouwlegende van de kerk ligt aan de basis van de bedevaart het Dertienmaal. De legende gaat als volgt: 
Omstreeks het jaar 690 waren er in Hakendover drie vrome maagden die stamden uit het geslacht van de Romeinse keizer Octavianus. Deze drie vrouwen besloten, door een goddelijke ingeving, een kerk te bouwen voor de Goddelijke Zaligmaker, voor wie zij een bijzondere verering koesterden. Te Hakendover aangekomen lieten zij op een plaats, "Hooibout" geheten, de werken beginnen. Maar 's avonds braken de engelen alles terug af. Hierop kozen de maagden de plek uit die men "Steenberg" noemt. Wederom braken de engelen 's nachts af wat overdag gebouwd was. Uiteraard waren de maagden nu wel zeer ontgoocheld en bedroefd, temeer daar zij dachten een zonde begaan te hebben en God zich van hen had afgewend. Hierom smeekten zij de Heer om vergeving en vroegen God hen een geschikte bouwplaats aan te wijzen.
God zond hen een engel die zei: "Maagden, uw verzoek wordt verhoord. Sta op en volg mij naar de plaats die de Heer welgevallig is." Dit gebeurde op de dertiende dag na Driekoningen en er lag een dik pak sneeuw. Op de aangewezen plek echter, in een kring afgespannen met een rode zijden draad, stond alles in bloei en geurden fijne kruiden en bloemen, alle besprenkeld met fijne dauwdruppels.
Daarenboven stond er op de plek waar het hoofdaltaar zich nu bevindt een spikdoorn in volle bloei, groen en heerlijk geurend. In de boom zongen vogels een prachtige zang. Een van hen hield in zijn rechterpoot een brief waarin te lezen stond: "Dit is de plaats door God uitverkoren en door God aan de drie maagden toegewezen om er een kerk te bouwen ter ere van de Goddelijke Zaligmaker."
De engel geleidde de maagden naar deze plaats en sprak: "Deze plaats heeft God uitverkoren, bouw hier een kerk en stel daarvoor 12 werklieden aan, want God zelf zal de dertiende zijn." Gedurende de bouw werden door iedereen steeds 13 werklieden gezien. Bij de maaltijden en de uitbetalingen waren er echter slechts 12 aanwezig. Niemand echter vermoedde of wist wie er ontbrak, omdat steeds leek of ze voltallig waren. God zelf was de dertiende werkman.

Toen de kerk voltooid was, werd zij door God als volgt gewijd: "Deze plaats wijd Ik in Mijn naam, zodat ze verder door niemand anders hoeft gewijd te worden." Toen twee bisschoppen de kerk wilden wijden, werd de ene plots blind en de andere lam. Omwille van hun berouw schonk God hen vergiffenis en herstelde hun gezondheid. Hiervoor zeer dankbaar, zijn deze bisschoppen grote beschermers van onze kerk geworden.

## Dertienmaal
Het Dertienmaal is een bedevaart die plaatsvindt tussen de kerk van de Goddelijke Zaligmaker in Hakendover en Onze-Lieve-Vrouw-ten-Steenkapel in Grimde, twee deelgemeenten van Tienen. Tijdens de nacht van 16 op 17 januari wordt de weg tussen de kerk in Hakendover en de kapel in Grimde, waar de drie maagden uit de legende zouden begraven liggen, dertienmaal afgelegd. Men doet dit om de stichtingslegende van de kerk te herdenken. De totale afstand, ná de weg heen en terug dertienmaal te hebben afgelegd, bedraagt 42 kilometer. De wandelaars die de Dertienmaal helemaal afleggen, krijgen bij Pasen een herinneringsmedaille.

## Paardenprocessie

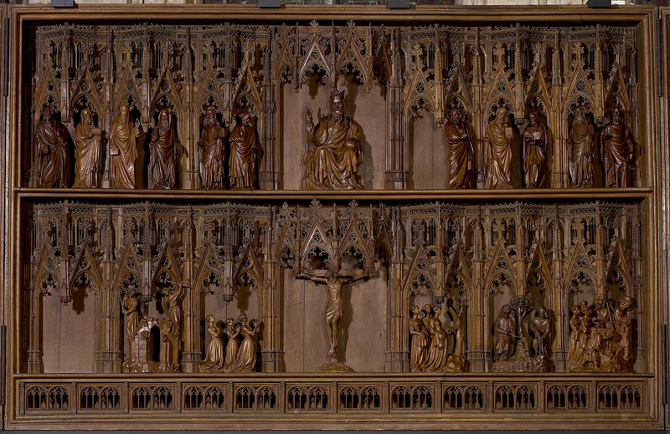
Driemaagdenretabel

Jaarlijks zakken meer dan 20.000 pelgrims en toeschouwers af naar Hakendover voor de paardenprocessie. Dit maakt dat deze processie de derde grootste processie in België en is het grootste gratis evenement van Tienen. De processie heeft haar oorsprong in de 7de-eeuwse ontstaanslegende van de Kerk van de Goddelijke Zaligmaker. De eeuwenoude traditie gaat elk jaar door op Paasmaandag. In het eerste deel van de processie wordt de stichtingslegende van de kerk uitgebeeld, in een levend retabel, dat dateert van het jaar 690. Het gerestaureerde houten retabel (1400-1404) is in de kerk te bezichtigen. In de processie is ook het beeld van de Goddelijke Zaligmaker te zien, dat dateert uit de periode 1330-1340.
Uiteindelijk trekken duizenden bedevaarders en honderden ruiters te paard naar het veld, waar een paardengalop plaatsvindt. De paarden galopperen drie toeren rond de bedevaarders. Vroeger zag men dit als een soort van vruchtbaarheidsritueel. Het rijden van de paarden zou de “vruchtbaarheid” van de gronden bevorderen. Het hoog aantal ruiters dat deelneemt aan deze processie is tevens een aanduiding en overblijfsel dat Hakendover al in de middeleeuwen een belangrijke bedevaartplaats was waar vele mensen te paard en te voet naartoe kwamen…

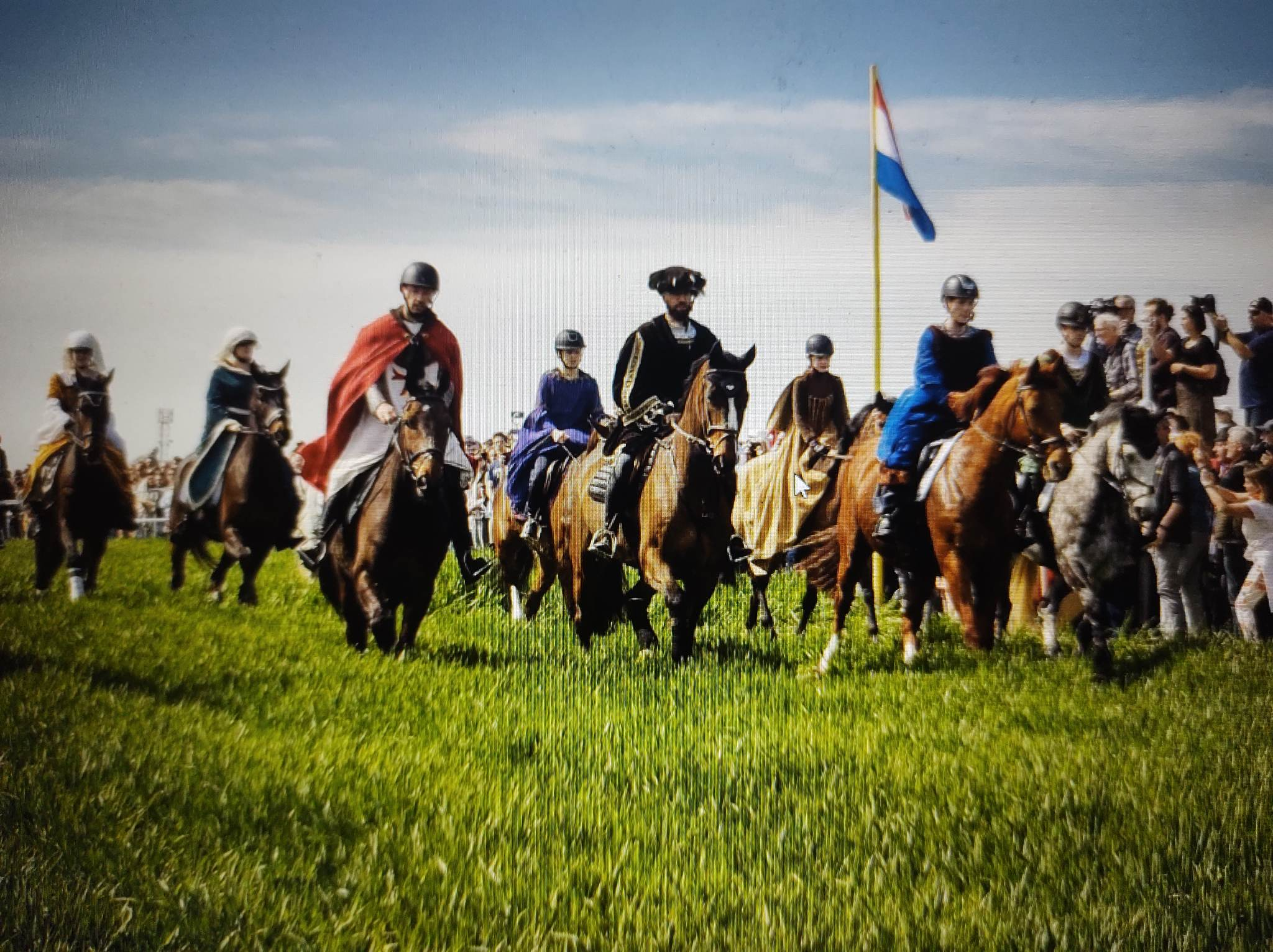
paardenprocessie

Ook heel wat bedevaarders uit Nederland komen jaarlijks, tijdens de paardenprocessie, Hakendover als bedevaartplaats bezoeken.